# Jean-Baptiste Pujoulx
Jean-Baptiste Pujoulx, né à Saint-Macaire le 30 juin 1762 et mort le 17 avril 1821 à Paris, est un compilateur-naturaliste, journaliste et dramaturge français.

## Biographie
Pujoulx se fit d’abord connaître par des articles de journaux, qui annonçaient du goût, de la facilité et des connaissances : il concourut successivement à la rédaction du Journal de la littérature française et étrangère, imprimé à Deux-Ponts, à la Gazette de France, au Journal de Paris, et au Journal de l’Empire, et composa pour différents théâtres, une foule de pièces, dont plusieurs obtinrent un succès mérité.
Outre un grand nombre d’ouvrages sur la botanique, l’histoire naturelle, la physique, il a publié plusieurs comédies et opéras, qui ont eu peu de succès. Les principales sont : Le Souper de famille, ou les Dangers de l’absence, comédie en deux actes et en prose, 1788 ; l’auteur l’a mise en opéra sous le titre du Rendez-vous supposé ; L’École des parvenus, comédie en un acte, mêlée de couplets : c’est la suite des Deux Petits Savoyards ; La Veuve Calas à Paris, comédie en un acte, mise en opéra et jouée sous le titre d’Une matinée de Voltaire, 1799 ; Les Modernes enrichis, comédie en cinq actes et en vers libres, 1798 ; Les Noms supposés, opéra-comique en deux actes, 1798 ; L’Anti-Célibataire, ou Les Mariages, comédie en cinq actes et en vers, 1805.
Parmi les autres ouvrages de Pujoulx, on cite le Livre du second âge, 1800, in-8°, plusieurs fois réimprimé ; Le Naturaliste du second âge, 1805, in-8° ; Promenade au Jardin des Plantes, à la ménagerie et dans les galeries du muséum d’histoire naturelle, 1804, 2 vol. in-18 ; Leçons de physique de l’École polytechnique, sur les propriétés générales des corps,1805, in-8°, figures ; La Botanique des jeunes gens et des gens du monde, 1810, 2 vol. in-8°, figures ; Minéralogie des gens du monde, 1815, in-8° ; Louis XVI peint par lui-même, ou Correspondance de ce monarque, précédée d’une Notice sur sa vie, 1817, in-8°.
Pujoulx a fourni divers articles à la Biographie universelle de Michaud, et à L'Encyclopédie des Dames, et a donné une nouvelle édition de la Grammaire italienne de Veneroni avec des corrections.

## Sources
- Biographie universelle : ou Dictionnaire de tous les hommes qui se sont fait remarquer par leurs écrits, leurs actions, leurs talents, leurs vertus ou leurs crimes, depuis le commencement du monde jusqu’à ce jour, t. 16, Bruxelles, H. Ode, 1846, 360 p. (lire en ligne), p. 112.
- Jacques-Alphonse Mahul, Annuaire nécrologique, ou Supplément annuel et continuation de toutes les biographies ou dictionnaires historiques, 2e année, 1821, Paris : Ponthieu, 1822, p.239-246